# EuroLeague 2020/21
Die Saison 2020/21 war die 21. Spielzeit der EuroLeague (offiziell Turkish Airlines EuroLeague) unter Leitung der ULEB und die insgesamt 64. Saison des bedeutendsten Wettbewerbs für europäische Basketball-Vereinsmannschaften, der von 1958 bis 2000 von der FIBA unter verschiedenen Bezeichnungen organisiert wurde.
Den Titel gewann Anadolu Efes SK. Für die Türken war es der erste Gewinn der EuroLeague.

## Modus
Es nahmen 18 Teams am Wettbewerb teil. Diese traten in einer Gruppe je zweimal gegeneinander an, sodass jede Mannschaft 34 Spiele absolviert hatte.
Die acht bestplatzierten Mannschaften qualifizierten sich für die K.O.-Runde, welche als Play-off im „Best-of-Five“-Modus ausgespielt wurde. Die vier sich durchsetzenden Mannschaften erreichten das Final Four.

## Teilnehmer
Es nahmen exakt dieselben Vereine teil wie im Vorjahr.
| Verein                  | Nationale Liga            | Halle                                     | Lizenz |
| ----------------------- | ------------------------- | ----------------------------------------- | ------ |
| Real Madrid             | Liga ACB                  | WiZink Center                             | A      |
| FC Barcelona            | Liga ACB                  | Palau Blaugrana                           | A      |
| Valencia Basket Club    | Liga ACB                  | Pabellón Fuente de San Luis               | B      |
| TD Systems Baskonia     | Liga ACB                  | Fernando Buesa Arena                      | A      |
| PBK ZSKA Moskau         | VTB United League         | Megasport-Arena                           | A      |
| BK Chimki               | VTB United League         | Mytischtschi-Arena                        | B      |
| BK Zenit St. Petersburg | VTB United League         | Sibur Arena                               | B      |
| FC Bayern München       | Basketball-Bundesliga     | Audi Dome                                 | B      |
| Alba Berlin             | Basketball-Bundesliga     | Mercedes-Benz Arena                       | B      |
| Panathinaikos OPAP      | Stoiximan Basket League   | OAKA Olympic Indoor Hall                  | A      |
| Olympiakos Piräus       | A2 Ethniki                | Stadion des Friedens und der Freundschaft | A      |
| Fenerbahçe              | Süper Ligi                | Ülker Sports Arena                        | A      |
| Anadolu Efes SK         | Süper Ligi                | Sinan Erdem Dome                          | A      |
| ASVEL Lyon              | Ligue Nationale de Basket | Astroballe                                | B      |
| Maccabi Tel Aviv        | Ligat ha’Al               | Menora Mivtachim Arena                    | A      |
| AX Armani Olimpia       | Lega Basket Serie A       | Mediolanum Forum                          | A      |
| Žalgiris Kaunas         | Lietuvos krepšinio lyga   | Žalgirio Arena                            | A      |
| KK Roter Stern Belgrad  | ABA-Liga                  | Štark-Arena                               | B      |

- Vereine mit einer A-Lizenz haben dauerhaftes Teilnahmerecht in der EuroLeague, unabhängig vom Abschneiden in der nationalen Liga.
- Die übrigen Vereine nehmen durch eine B-Lizenz teil, die zu keiner dauerhaften Teilnahme berechtigt.

## Hauptrunde
Die Hauptrunde wurde zwischen dem 1. Oktober 2020 und dem 9. April 2021 ausgespielt. Für die Gruppenplatzierungen waren bei Mannschaften mit gleicher Anzahl von Siegen nicht das gesamte Korbpunktverhältnis, sondern nur das addierte Ergebnis im direkten Vergleich der Mannschaften untereinander entscheidend.

### Tabelle
| Team                        | Sp | S  | N  | P+   | P-   |
| --------------------------- | -- | -- | -- | ---- | ---- |
| 01. FC Barcelona            | 34 | 24 | 10 | 2706 | 2469 |
| 02. ZSKA Moskau             | 34 | 24 | 10 | 2817 | 2662 |
| 03. Anadolu Efes Istanbul   | 34 | 22 | 12 | 2838 | 2604 |
| 04. AX Armani Olimpia       | 34 | 21 | 13 | 2720 | 2599 |
| 05. FC Bayern München       | 34 | 21 | 13 | 2633 | 2599 |
| 06. Real Madrid             | 34 | 20 | 14 | 2667 | 2593 |
| 07. Fenerbahçe              | 34 | 20 | 14 | 2661 | 2679 |
| 08. BK Zenit St. Petersburg | 34 | 20 | 14 | 2670 | 2547 |
| 09. Valencia Basket Club    | 34 | 19 | 15 | 2762 | 2743 |
| 10. TD Systems Baskonia     | 34 | 18 | 16 | 2742 | 2619 |
| 11. Žalgiris Kaunas         | 34 | 17 | 17 | 2630 | 2645 |
| 12. Olympiakos Piräus       | 34 | 16 | 18 | 2628 | 2674 |
| 13. Maccabi Tel Aviv        | 34 | 14 | 20 | 2608 | 2642 |
| 14. ASVEL Lyon              | 34 | 13 | 21 | 2590 | 2714 |
| 15. ALBA Berlin             | 34 | 12 | 22 | 2652 | 2790 |
| 16. Panathinaikos Athen     | 34 | 11 | 23 | 2656 | 2782 |
| 17. KK Roter Stern Belgrad  | 34 | 10 | 24 | 2499 | 2684 |
| 18. BK Chimki               | 34 | 4  | 30 | 2616 | 3050 |

### Kreuztabelle
1 nach Verlängerung

## Finalrunde

### Viertelfinale
Im Modus „Best-of-Five“ traten die verbliebenen acht Teams in bis zu fünf Mannschaftsbegegnungen gegeneinander an. Der Erste der Hauptrunde traf auf den Achten, der Zweite auf den Siebten, der Dritte auf den Sechsten und der Vierte auf den Hauptrundefünften.
Die vier Mannschaften, welche diese Duelle für sich entscheiden konnten, qualifizierten sich für das Final-Four-Turnier. Die Spiele fanden vom 20. April bis 5. Mai 2021 statt.
| Paarung               | Paarung | Paarung                 | 1. Spiel | 2. Spiel    | 3. Spiel | 4. Spiel | 5. Spiel |
| FC Barcelona          | −       | BK Zenit St. Petersburg | 74:76    | 81:78 n. V. | 78:70    | 61:74    | 79:53    |
| ZSKA Moskau           | −       | Fenerbahçe              | 92:76    | 78:67       | 85:68    |          |          |
| Anadolu Efes Istanbul | −       | Real Madrid             | 90:63    | 91:68       | 76:80    | 76:82    | 88:83    |
| AX Armani Olimpia     | −       | FC Bayern München       | 79:78    | 80:69       | 79:85    | 82:85    | 92:89    |

### Final Four

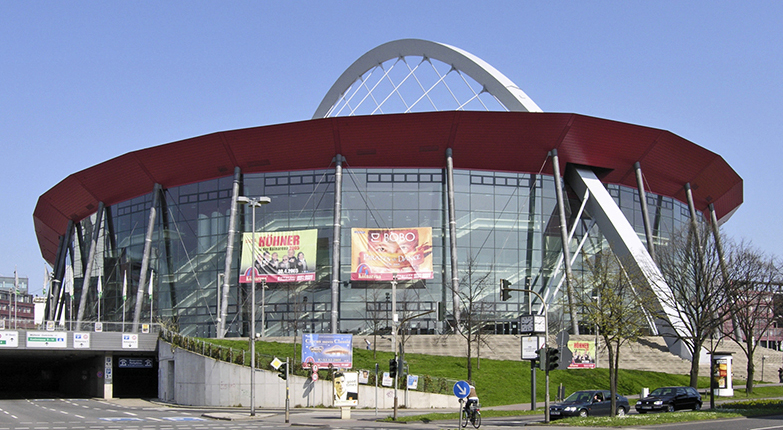
Lanxess Arena

In einem Turnier, das vom 28. bis 30. Mai 2021 in der Lanxess Arena in Köln, Deutschland ausgetragen wurde, traten je zwei Mannschaften in Halbfinals gegeneinander an.
Die Sieger qualifizierten sich für das Finale, aus dem der Sieger der EuroLeague hervorging.

#### Halbfinale
Die Halbfinalspiele fanden am 28. Mai 2021 statt.
| Paarung      | Paarung | Paarung               | Ergebnis |
| ZSKA Moskau  | −       | Anadolu Efes Istanbul | 86:89    |
| FC Barcelona | −       | AX Armani Olimpia     | 84:82    |

#### Spiel um Platz 3
Das Spiel um Platz 3 fand am 30. Mai 2021 statt.
| Paarung           | Paarung | Paarung     | Ergebnis |
| AX Armani Olimpia | −       | ZSKA Moskau | 83:73    |

#### Finale
Das Finale fand am 30. Mai 2021 statt.
| Paarung               | FC Barcelona – Anadolu Efes Istanbul |
| Ergebnis              | 81:86 |
| Datum                 | 30. Mai 2021 |
| Stadion               | Lanxess Arena, Köln |
| Zuschauer             | 0 |
| Schiedsrichter        | Saša Pukl, Oļegs Latiševs, Gytis Vilius |
| FC Barcelona          | Nick Calathes, Cory Higgins 23 Punkte, Víctor Claver 2, Nikola Mirotić 11, Brandon Davies 17, Ádám Hanga, Leandro Bolmaro 7, Rolands Šmits, Pau Gasol 1, Pierre Oriola, Álex Abrines 2, Kyle Kuric 18 Trainer: Šarūnas Jasikevičius    |
| Anadolu Efes Istanbul | James Anderson, Doğuş Balbay, Rodrigue Beaubois 3, Bryant Dunston 6, Shane Larkin 21, Vasilije Micić 25, Adrien Moerman 6, Tibor Pleiß 5, Sertaç Şanlı 12, Krunoslav Simon 4, Chris Singleton 4, Buğrahan Tuncer Trainer: Ergin Ataman |

## Auszeichnungen

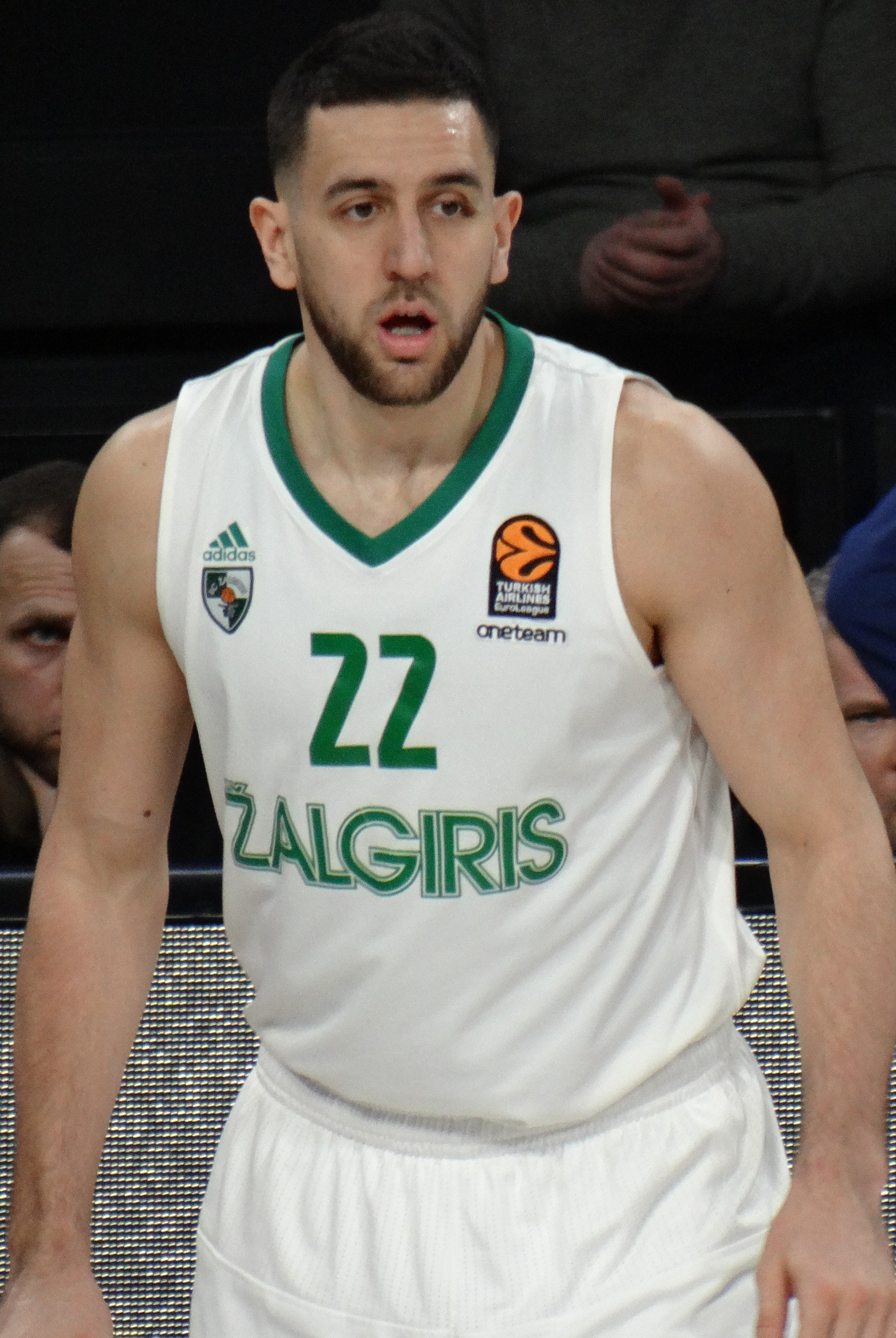
Regular Season und Final Four MVP: Vasilije Micić

### MVP der Euroleague Saison
- Vasilije Micić (Anadolu Efes)

### Final Four MVP
- Vasilije Micić (Anadolu Efes)

### All Euroleague First Team
- Vladimir Lučić (FC Bayern München)
- Vasilije Micić (Anadolu Efes)
- Nikola Mirotić (FC Barcelona)
- Kevin Pangos (Zenit)
- Walter Tavares (Real Madrid)

### All Euroleague Second Team
- Will Clyburn (ZSKA Moskau)
- Brandon Davies (FC Barcelona)
- Nando de Colo (Fenerbahçe)
- Shane Larkin (Anadolu Efes)
- Shavon Shields (AX Armani)

### Bester Verteidiger
- Walter Tavares (Real Madrid)

### Rising Star Trophy
- Usman Garuba (Real Madrid)

### Alphonso Ford Top Scorer Trophy
- Alexei Schwed (BK Chimki)

### Trainer des Jahres (Alexander Gomelski Trophy)
- Ergin Ataman (Anadolu Efes)

### MVP des Monats
- Oktober:  Marius Grigonis  (Zalgiris)
- November:  Mike James (ZSKA Moskau)
- Dezember:  Nikola Milutinow (ZSKA Moskau)
- Januar:  Jan Veselý (Fenerbahçe)
- Februar:  Nikola Kalinić (Valencia BC)
- März:  Nikola Mirotić (FC Barcelona)
- April:  Will Clyburn (ZSKA Moskau)